# Haakon II de Noruega
Haakon Sigurdsson (en noruec: Haakon Herdebrei) (1147-1162), anomenat Herdebrei (el d'espatlles amples) va ser rei de Noruega com a Haakon II durant cinc anys des de 1157 fins a la seva mort.

## Biografia
Haakon era un fill il·legítim de Sigurd Munn. El seu pare i els seus dos germans Inge i Eystein havien heretat el regne conjuntament, però de seguida es van enfrontar en una guerra civil. Sigurd va morir a mans d'Inge el 1155, i Eystein també era capturat i executat pels homes d'Inge el 1157. Amb els seus dos germans morts, Inge va passar a regnar en solitari.
Els partidaris d'Eystein van proclamar a Haakon com el seu hereu i van continuar combatent. El 3 de febrer de 1161 el rei Inge va ser derrotat i morí en batalla.
El 7 de juny de 1162 Haakon va morir a la Batalla de Sekken, combatent els partidaris d'Inge liderats per Erling Skakke. El va succeir Magne Erlingsson, fill d'Erling i net, per via materna, del rei Sigurd Jorsalfar.